# Youth Spark
『Youth Spark』（ユーススパーク）は、LIL LEAGUE from EXILE TRIBEの3作目のシングル。2024年7月31日にrhythm zoneから発売された。

## 概要
前作2ndシングル『Higher/Monster』より1年ぶりのリリースとなる。CD+DVD（RZCD-67051/B）とCDのみ（RZCD-67052）の2形態で発売。
収録曲は、表題曲の「Youth Spark」と、本CDの発売前にリリースされた配信シングル楽曲「HEAVY GAMER」「Beat Loud」「The Walk」を収録している。
LIL LEAGUEのメンバー全員が10代で迎える最後の夏、メジャーデビュー以降のメンバーの葛藤と成長を描いた「Lollipop」から「Beat Loud」を経て、今回の「Youth Spark」はある意味、3部作の完結とも言える曲だと語る。

## 収録曲

### CD
1. Youth Spark [3:05]
作詞：JUNE
作曲：T.KURA、JUNE、SHOKICHI
編曲：T.KURA
2. The Walk [3:10]
作詞：SHOKICHI
作曲：Geek Boy Al Swettenham、Andy Love
編曲：Geek Boy Al Swettenham
フジテレビ系テレビアニメ『ぼのぼの』主題歌[4]
3. Beat Loud [2:53]
作詞：Yohei
作曲・編曲：Daniel Kim、WON AGAIN
4. HEAVY GAMER [3:24]
作詞：SHOKICHI
作曲：SKY BEATZ、SHOKICHI
編曲：SKY BEATZ
テレビ東京系テレビアニメ『シャドウバースF アーク編』エンディングテーマ[6]

### DVD
1. Youth Spark -Music Video-
2. Youth Spark -Making Video-